# Same Difference
Same Difference è il quinto album registrato in studio dalla death metal band svedese Entombed.

## Tracce
1. Addiction King – 2:56
2. The Supreme Good – 4:15
3. Clauses – 3:38
4. Kick in the Head – 3:29
5. Same Difference – 4:00
6. Close but Nowhere Near – 2:56
7. What You Need – 2:49
8. High Waters – 3:39
9. 20-20 Vision – 3:03
10. The Day, the Earth – 2:45
11. Smart Aleck – 3:19
12. Jack Worm – 2:51
13. Wolf Tickets – 3:52

Tracce bonus dell'edizione limitata
1. Vices by Proxy – 2:59
2. Dagger – 3:32

## Formazione
- Lars-Göran Petrov - voce
- Uffe Cederlund - chitarra
- Alex Hellid - chitarra
- Jörgen Sandström - basso
- Peter Stjärnvind - batteria